# Pomanjkanje vitamina B12
Pomanjkanje vitamina B12, poznano tudi kot hipokobalaminemija, pomeni nizko raven vitamina B12 v krvi. Manifestira se z raznolikimi znaki in simptomi, vključno z duševnimi spremembami, kot so motnje mišljenja, depresija, razdražljivost in psihoza. Pojavijo se lahko tudi nenormalni občutki, spremembe refleksov, slaba mišična funkcija ter vnetje jezika, spremenjeno okušanje, nizka raven rdečih krvničk, zmanjšana srčna funkcija in zmanjšana plodnost. Pri majhnih otrocih se kaže z zastojem v rasti, razvojnim zaostankom in gibalnimi težavami. Brez zgodnjega zdravljenja so nekatere spremembe lahko trajne.
Pogosti vzroki so slaba absorpcija iz želodca ali črevesja, zmanjšan vnos in povečane potrebe. Med vzroki zmanjšane absorpcije so perniciozna anemija, kirurška odstranitev želodca, kronično vnetje trebušne slinavke, črevesni paraziti, nekatera zdravila in nekatere genetske motnje. Do zmanjšanja vnosa lahko pride pri tistih, ki se prehranjujejo vegansko ali so nedohranjeni. Potrebe so lahko povečane pri bolnikih s HIV/AIDS in pri bolnikih z razpadom rdečih krvničk. Diagnozo pri odraslih običajno postavimo na osnovi krvne ravni vitamina B12 pod 120–180 pmol/l (170–250 pg/ml). Na pomanjkanje lahko kaže tudi zvišana raven metilmalonske kisline (vrednosti > 0,4 μmol/l). Pogosto, vendar ne vedno, je prisotna vrsta pomanjkanja rdečih krvničk, imenovana megaloblastna anemija.
Pri nosečnicah z vegetarijansko prehrano se za preprečitev pomanjkanja priporoča nadomeščanje. Po prepoznavi se vitamin lahko nadomešča skozi usta ali z injekcijo. Med zdravimi osebami ni nevarnosti za čezmerno raven vitamina B12. V nekaterih primerih pomaga tudi zdravljenje osnovnega vzroka. V drugih primerih je potrebno trajno nadomeščanje, saj osnovnega vzroka ni mogoče pozdraviti. Pomanjkanje vitamina B12 je pogosto. Ocenjuje se, da se pojavlja pri 6 % mlajših od 60 let in pri 20 % starejših od 60 let. V nekaterih delih Afrike in Azije se pojavlja pri do 80 % prebivalstva.